# CRESH Eboli
Il Circolo Rotellistico Ebolitana Sporting Hockey Eboli è una società italiana di hockey su pista con sede a Eboli. I suoi colori sociali sono il blu e l'arancione.

## Cronistoria
| Cronistoria del CRESH Eboli |
| --- |
| - 1999 · Fondazione del Circolo Rotellistico Ebolitana Sporting Hockey Eboli. - 1999-2000 - Serie B. - 2000-2001 - Serie B. - 2001-2002 - Serie B. - 2002-2003 - Serie B. - 2003-2004 - Serie B. - 2004-2005 - Serie B. - 2005-2006 - 3º in Serie B girone E. - 2006-2007 - 4º in Serie B girone E. - 2007-2008 - 2º in Serie B girone E. - 2008-2009 - 5º in Serie B girone D2. - 2009-2010 - 2º in Serie B girone E. - 2010-2011 - 2º in Serie B girone F. - 2011-2012 - 2º in Serie B girone E. Ripescato in serie A2. - 2012-2013 - 10º in Serie A2. - 2013-2014 - 10º in Serie A2. - 2014-2015 - 10º in Serie A2. - 2015-2016 - 11º in Serie A2. Retrocesso in Serie B Ripescato in serie A2. - 2016-2017 - 11º in Serie A2. Retrocesso in Serie B - 2017-2018 - 7º in Serie B girone D. - 2018-2019 - 6º in Serie B girone E. Eliminato alla fase a gironi della Federation Cup |

## Statistiche

### Partecipazioni ai campionati
| Livello | Categoria | Partecipazioni | Debutto   | Ultima stagione | Totale |
| ------- | --------- | -------------- | --------- | --------------- | ------ |
| 2º      | Serie A2  | 6              | 2012-2013 | 2025-2026       | 6      |
| 3º      | Serie B   | 15             | 1999-2000 | 2018-2019       | 15     |

## Organico

### Staff tecnico
- 1º Allenatore:
- 2º Allenatore:
- Meccanico: